# Strażnica WOP Wielkie Oczy
Strażnica WOP Wielkie Oczy – podstawowy pododdział graniczny Wojsk Ochrony Pogranicza pełniący służbę ochronną na granicy polsko-radzieckiej.

## Formowanie i zmiany organizacyjne
Strażnica została sformowana w 1945 w strukturze 34 komendy odcinka jako 157 strażnica WOP (Wielkie Oczy) o stanie 56 żołnierzy. Kierownictwo strażnicy stanowili: komendant strażnicy, zastępca komendanta do spraw polityczno-wychowawczych i zastępca do spraw zwiadu. Strażnica składała się z dwóch drużyn strzeleckich, drużyny fizylierów, drużyny łączności i gospodarczej. Etat przewidywał także instruktora do tresury psów służbowych oraz instruktora sanitarnego.
Organizowana była i do stycznia 1946 stacjonowała w Przemyślu. 25 stycznia 1946 34 komenda OP, wraz ze swoimi strażnicami, wymaszerowała do Lubaczowa. Tam strażnice kwaterowały do czerwca 1946
W sierpniu 1946 strażnice nr 155 i 157 wymaszerowały na tymczasowy postój do m. Wielkie Oczy i działały tam jako grypa operacyjna. Wiosna 1948 strażnica nr 155 przeszła na swój właściwy odcinek graniczny do m. Sołotwina. Pozostała na miejscu strażnica została w lutym 1948 przekazana do sąsiedniej brygady chełmskiej. Na jej miejsce wiosną 1948 powstała nowa strażnica w Krowicy o tym samym numerze. 
Od 15 marca 1954 wprowadzono nową numerację strażnic. Strażnica III kategorii otrzymała numer 155.

## Działania bojowe
Jesienią 1946 grupa 12 żołnierzy ze strażnicy Wielkie Oczy i 4 milicjantów jadąc furmanką po ziemniaki do m. Młyny zostało zaatakowanych w lesie przez oddział UPA. Zaatakowani odparli atak ogniem i wycofali się pozostawiając 5 rannych i tabor. Upowcy rannych zamordowali, konie zastrzelili, a wozy spalili.
4 października 1946 patrol 155 strażnicy Wielkie Oczy pod dowództwem ppor. Werona stoczył walkę z UPA w rejonie wsi Młyny nad rzeką Szkło. Poległo trzech kaprali: Stanisław Adamski, Jan Bury i Stefan Goszczko. Rannego erkaemistę st. szer. Pawia Filipowicza ppor. Weron wyniósł z pola walki. Przybyła pomoc ze strażnicy i komendantury doprowadziła do ujęcia 4 upowców.